# Selenocephalus nizamicus
Selenocephalus nizamicus är en insektsart som beskrevs av Dlabola 1981. Selenocephalus nizamicus ingår i släktet Selenocephalus och familjen dvärgstritar. Inga underarter finns listade i Catalogue of Life.